# Mailand–Sanremo 2016
Das 107. Mailand–San Remo 2016 war ein Eintagesrennen in Italien und fand am Samstag, den 19. März 2016, statt. Das Straßenradrennen gehörte zur UCI WorldTour 2016 und war das vierte von insgesamt 28 Rennen der Serie.

## Teilnehmende Mannschaften
| WorldTeams (18)- AG2R La Mondiale - Astana - BMC Racing Team - Cannondale - Dimension Data - Etixx-Quick Step - FDJ - Giant-Alpecin - IAM Cycling - Katusha - Lampre-Merida - Lotto NL-Jumbo - Lotto-Soudal - Movistar Team - Orica-GreenEDGE - Sky - Tinkoff - Trek-Segafredo Professional Continental Teams (7)- Androni Giocattoli-Sidermec - Bardiani CSF - Bora-Argon 18 - CCC Sprandi Polkowice - Cofidis, Solutions Crédits - Team Novo Nordisk - Southeast-Venezuela |
| |

## Rennergebnis
| #      | Fahrer             | Team                       | Zeit       |
| ------ | ------------------ | -------------------------- | ---------- |
| Sieger | Arnaud Demare      | FDJ                        | 6h 54' 45" |
| 2.     | Ben Swift          | Team Sky                   | gl. Zeit   |
| 3.     | Jürgen Roelandts   | Lotto Soudal               | gl. Zeit   |
| 4.     | Nacer Bouhanni     | Cofidis, Solutions Crédits | gl. Zeit   |
| 5.     | Greg Van Avermaet  | BMC Racing Team            | gl. Zeit   |
| 6.     | Alexander Kristoff | Team Katusha               | gl. Zeit   |
| 7.     | Heinrich Haussler  | IAM Cycling                | gl. Zeit   |
| 8.     | Filippo Pozzato    | Southeast-Venezuela        | gl. Zeit   |
| 9.     | Sonny Colbrelli    | Bardiani CSF               | gl. Zeit   |
| 10.    | Matteo Trentin     | Etixx-Quick Step           | gl. Zeit   |